# سن-لوک-دو-ونسن، کبک
سن-لوک-دو-ونسن (به فرانسوی: Saint-Luc-de-Vincennes) شهری در منطقه شهری له شنو ناحیه موریسی در استان کبک کانادا است. در سرشماری سال ۲۰۱۱ این شهر ۶۱۴ نفر جمعیت داشته‌است و مساحت آن ۵۲٫۷۳ کیلومتر مربع است.